# Il piccolo regno
Il piccolo regno è un romanzo dello scrittore Wu Ming 4, pubblicato nel 2016.

## Trama
Il romanzo, ambientato nella campagna inglese ad inizio 1900, racconta un'estate di un gruppo di ragazzi la cui vita in quella placida campagna viene agitata da una serie di avvenimenti apparentemente non eclatanti ma che finiranno per produrre grandi conseguenze nelle loro vite ed in quelle degli altri abitanti del piccolo regno. 
Uno dei temi portanti del romanzo è l'appartenenza dei protagonisti a famiglie seguaci del fabianesimo, e quindi la loro educazione basata su una cultura di nonviolenza e apertura verso gli altri, e la scoperta dell'esistenza di impostazioni profondamente diverse, in particolare quella fortemente autorevole di alcuni loro vicini.

## Fonti d'ispirazione
Wu Ming 4, che negli anni precedenti alla pubblicazione di questo libro si era occupato a lungo della produzione di J. R. R. Tolkien ha dichiarato di considerare il romanzo «il vero omaggio del sottoscritto a Tolkien, molto più di Stella del mattino, dove pure lui è uno dei personaggi, o dello stesso Difendere la Terra di Mezzo, che è un semplice saggio divulgativo». Lo stesso autore ha riconosciuto che la sua opera è ispirata anche a Il libro dei bambini di Antonia Byatt.

## Edizioni
- Wu Ming 4, Il piccolo regno, Bompiani, Milano 2016, ISBN 978-88-452-8112-9
- Wu Ming 4, El pequeño reino, Educactiva, Bogotá 2019, ISBN 978-958-00-1230-6
- Wu Ming 4, Il piccolo regno, Bompiani, Milano 2023, ISBN 978-88-301-1998-7